# Trox mariettae
Trox mariettae är en skalbaggsart som beskrevs av Clarke H. Scholtz 1986. Trox mariettae ingår i släktet Trox och familjen knotbaggar. Inga underarter finns listade i Catalogue of Life.